# Monastir (província)
A província de Monastir (em árabe: ولاية المنستير; em francês: gouvernorat de Monastir) é uma província do litoral oriental da Tunísia. Foi criada em 5 de junho de 1974.
- capital: Monastir (Tunísia)
- área: 1 024 km²
- população: 455 590 habitantes (2004);[2] 542 100 (estimativa de 2013)[3]
- densidade: 444,9 hab./km² (2004)

| Delegação            | População em 2004 |
| -------------------- | ----------------- |
| Bekalta              | 13 695            |
| Bembla               | 27 382            |
| Beni Hassen          | 12 650            |
| Jammel               | 55 272            |
| Ksar Hellal          | 39 991            |
| Ksibet el Mediouni   | 28 722            |
| Moknine              | 75 885            |
| Monastir             | 81 294            |
| Ouerdanine           | 18 852            |
| Sahline              | 21 799            |
| Sayada-Lamta-Bouhjar | 22 947            |
| Teboulba             | 31 154            |
| Zeramdine            | 25 947            |